# Carlos Moreno Laguillo
Carlos Moreno Laguillo mexikói producer.

## Élete
Carlos Moreno Laguillo Mexikóban született. Karrierjét társproducerként kezdte. 2003-ban elkészítette a Bajo la misma piel című sorozatot. 2008-ban elkészítette A szerelem nevében című telenovellát Leticia Calderón, Victoria Ruffo és Arturo Peniche főszereplésével. 2010-ben elkészítette az Időtlen szerelem című sorozatot.

## Telenovellái

### Mint vezető producer
- Mujeres de negro (2016)
- Ne hagyj el! (A que no me dejas) (2015)
- Quiero amarte (2013-2014)
- A szív parancsa (Amor bravío) (2012)
- Időtlen szerelem (Cuando me enamoro) (2010-2011)
- A szerelem nevében (En nombre del amor) (2008)
- Sueños y caramelos (2005)
- Bajo la misma piel (2003)
- El secreto (2001)

### Mint társproducer
- Esperanza (Nunca te olvidaré) (1999)
- Bendita mentira (1996)